# Aphrophantis velifera
Aphrophantis velifera är en fjärilsart som beskrevs av Edward Meyrick 1933. Aphrophantis velifera ingår i släktet Aphrophantis och familjen Crambidae. Inga underarter finns listade i Catalogue of Life.